# Licorice Pizza
Licorice Pizza és una pel·lícula comèdia dramàtica estatunidenca escrita i dirigida per Paul Thomas Anderson, protagonitzada per Alana Haim, Cooper Hoffman, Sean Penn, Tom Waits, Bradley Cooper i Benny Safdie.
Va rebre cinc nominacions als premis BAFTA, millor pel·lícula, millor direcció, millor guió original, millor actriu per Alana Haim i millor edició. Ha rebut tres nominacions a la 94 edició dels Premis Òscar 2022, millor pel·lícula, millor director i millor guió original.

## Argument
Una història d'amor ambientada l'any 1973 a la Vall de San Fernando. Un noi de 15 anys, Gary (Cooper Hoffman), coneix una dona de 25, Alana (Alana Haim) que treballa com a ajudant d'un fotògraf fent fotos per a l'anuari de l'institut. Ella està a parts iguals divertida, intrigada i deprimida quan s'adona que d'alguna manera està interessada en ell.

## Repartiment
- Alana Haim: Alana Kane
- Cooper Hoffman: Gary Valentine
- Sean Penn: Jack Holden
- Tom Waits: Rex Blau
- Bradley Cooper: Jon Peters
- Benny Safdie: Joel Wachs
- Will Angarola: Kirk
- Griff Giacchino: Mark
- James Kelley: Tim
- Skyler Gisondo: Lance
- Mary Elizabeth Ellis: Momma Anita
- Emma Dumont: Brenda
- Este Haim: Este
- Danielle Haim: Danielle
- John Michael Higgins: Jerry Frick
- Christine Ebersole: Lucy Doolittle
- Dexter Demme
- River Cornwell
- Harrison Bray
- Sasha Spielberg
- Karissa Reynafarje
- Savannah Loakimedes
- Dorie Samovitz
- Anna Cordell
- Adam Somner
- Joshua Carl Allen
- Patrick Hoelck

## Al voltant de la pel·lícula
Licorice Pizza es va estrenar en sales limitades als Estats Units el 26 de novembre de 2021. Comparteix amb El fil invisible (Phantom Thread) (2017) alguns dels experts col·laboradors habituals d'Anderson, com ara el compositor Jonny Greenwood i el dissenyador de vestuari Mark Bridges.
La pel·lícula té escenes alguns llocs coneguts de la vall de San Fernando, com The old Malibu Grand Prix golf i Reseda High School. Alguns d'ells no han canviat al llarg dels anys, tot i que d'altres s'han hagut de recrear.
Curiosament, un punt desaparegut que no visitem a la pel·lícula és Licorice Pizza, una cadena de botigues de discos que va proliferar al sud de Califòrnia als anys 1970. Alguns dels seus productes apareixen a la remarcable banda sonora del film: Nina Simone, Sonny & Cher, Paul McCartney, Gordon Lightfoot i molts altres, però el títol en si no s'esmenta mai. La seva mateixa absència evoca una sensació de pèrdua d'una època.

## Crítica
En el lloc web estatunidenc Rotten Tomatoes dedicat a la crítica i informació sobre pel·lícules, Licorice Pizza obté una valoració positiva del 91% dels crítics sobre un total de 274 revisions, amb una valoració mitjana de 8,40/10 i un 66% d'aprovació dels espectadors, amb un 3,6/5.
A l'agregador de ressenyes Metacritic, la pel·lícula obté una qualificació de 90/100 a partir de les opinions de 55 crítics, amb 52 valoracions positives i 3 qualificacions mixtes. Els usuaris la valoren amb una puntuació del 6,6/10.
Justing Chang en la seva crítica a Los Angeles Times considera que Anderson ha passat pel sedàs una sèrie de contes molt adornats i records mig oblidats, reunint un material que sembla més concret, més dolorós i tangiblement real que gairebé qualsevol pel·lícula americana d'aquest any. Gran part de la trama es va extreure d'anècdotes explicades pel seu amic Gary Goetzman, productor i actor, també es van inspirar en clàssics com "American Graffiti", o extrets d'esdeveniments de la vida real, com l'escassetat de gasolina dels anys 1970. Alana Haim amb una calidesa i un enginy naturals és l'estrella d'aquesta pel·lícula i la seva raó de ser. Valentine (2017), no casualment, és el títol d'un dels diversos curtmetratges i vídeos musicals que Anderson va dirigir amb el trio de rock Haim, compost per Alana i les seves germanes grans, Este i Danielle.
Segons comenta Peter Bradshaw a The Guardian la pel·lícula oscil·la entre la realitat i l'al·lucinació nostàlgica, Anderson fa glorioses estrelles de cinema dels seus dos nouvinguts. Cooper Hoffman, fill del desaparegut Philip Seymour Hoffman, segur en el seu paper de Gary Valentine i Alana Haim, de la banda de pop Haim (per a la qual Anderson ha dirigit videoclips), és excel·lent com la permanentment exasperada Alana Kane, amb un carisma incipient que recorda Barbra Streisand.
Per Pablo Vázquez a Fotogramas Licorice Pizza és un film fetitxista, obsessiu fins al trastorn a l'hora de capturar l'essència d'una era amb un esplèndid treball fotogràfic d'Anderson i de Michael Bauman, una playlist formidable i una sèrie de referències explícites o soterrades (James Bond, Barbra Streisand, William Holden, Love Story...) com si fos un àlbum de records sentimental, un homenatge a un cinema perdut, segurament impossible en el context actual.